# 国际纯粹与应用物理学联合会
国际纯粹与应用物理学联合会（英語：International Union of Pure and Applied Physics，简称IUPAP），是一个非政府性的国际性学术组织。该组织成立于1922年。国际纯粹与应用物理学联合会是国际科学联合会理事会（International Council of Scientific Unions，简称ICSU）下属的科学联合会之一。该组织受联合国教科文组织（UNESCO）的资助。
国际纯粹与应用物理学联合会权力机构为其代表大会，并设有执行委员会及各专业委员会。国际纯粹与应用物理学联合会每三年召开一次代表大会。
2021年，IUPAP决定将总部由新加坡迁往瑞士日内瓦。

## 历次代表大会
- 1923 - 法国巴黎
- 1925 - 比利时布鲁塞尔
- 1931 - 比利时布鲁塞尔
- 1934 - 英国伦敦
- 1947 - 法国巴黎
- 1948 - 荷兰阿姆斯特丹
- 1951 - 丹麦哥本哈根
- 1954 - 英国伦敦
- 1957 - 意大利罗马
- 1960 - 加拿大渥太华
- 1963 - 波兰华沙
- 1966 - 瑞士巴塞尔
- 1969 - 克罗地亚杜布罗夫尼克
- 1972 - 美国华盛顿
- 1975 - 德国慕尼黑
- 1978 - 瑞典斯德哥尔摩
- 1981 - 法国巴黎
- 1984 - 意大利的里雅斯特
- 1987 - 美国华盛顿
- 1990 - 德国德累斯顿
- 1993 - 日本奈良
- 1996 - 瑞典乌普萨拉
- 1999 - 美国亚特兰大
- 2002 - 德国柏林
- 2005 - 南非开普敦
- 2008 - 日本筑波
- 2011 - 英国伦敦